# Murray Melvin
Murray Melvin, född 10 augusti 1932 i Hampstead, London, död 14 april 2023 i London var en brittisk skådespelare.

## Utmärkelser
Melvin utsågs till Bästa manliga skådespelare vid Filmfestivalen i Cannes för En doft av honung 1962.

## Rollista i urval
- 1961 – En doft av honung
- 1962 – Sparvar kan inte sjunga
- 1966 – Fallet Alfie
- 1966 – Två äss i ärmen
- 1970 – Vackert, brorsan!
- 1971 – Djävlarna
- 1975 – Barry Lyndon
- 1976 – Joseph Andrews
- 1976 – Tom Jones erotiska äventyr
- 1977 – Fäkta för livet
- 1990 – Sunday Pursuit
- 1994 – Princess Caraboo
- 1999 – Jonathan Creek (TV-serie)
- 1999 – Alice i Underlandet
- 2004 – Fantomen på Operan
- 2006 – Torchwood (TV-serie)
- 2016 – The Lost City of Z